# المرصد الفلكي المداري

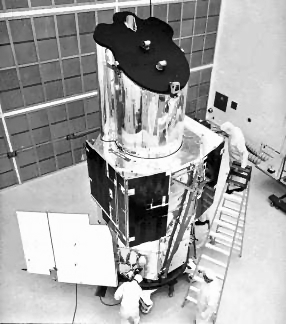
OSO-3 داخل غُرفة نظيفة.

المرصدُ الفلكي المداري (بالإنجليزية: Orbiting Astronomical Observatory، اختصارًا OAO)‏ هو مرصد فضائي وقد كان واحدًا من ضمن أربعِ برامج علميَّة في الأقمَار الاصطناعيَّة أطلقتها وكالة الفضاء الأمريكية ناسا بين الأعوام 1966 و1972 والتي وفَّرت لنا أول الُملاحظات ذات الجودة العالية للعديد من الأجرام الفلكيَّة في ضوء الأشعة الفوق بنفسجية.
مع أن مهمتان من أصلِ أربعِ مُهمات قد فشلتا في الإطلاق إلَّا أنَّ المُهمتان الأُخريتان النَّاجحتان قد زاردتا الوعي داخل المجتمع الفلكي في أهميَّة رصد الفضَاء وهذا كله قد أدى إلى بداية حماسة إنشَاء مرصد هَابل الفَضَائي.